# Sarruma
Sarruma Šarruma o Sharruma era, a la religió hurrita, un déu de les muntanyes, al que també adoraven els hitites i els luvites.
Era fill del déu de les tempestes Tessub i de la deessa Hebat, i germà d'Inara, divinitat hitita patrona dels animals salvatges de l'estepa. Es representa a Sarruma dret damunt d'un tigre o una pantera i amb una destral a la mà. Estava casat amb una filla del drac anomenat Illuyanka.
Sarruma era en un principi un déu de la muntanya amb forma de toro, i vigilava les zones frontereres d'Anatòlia. Sembla que en un principi era la parella d'Hebat, i que posteriorment va ser substituït en aquesta funció per Tessub. Investigacions més actuals indiquen que Hebat va ser sempre la parella de Tessub, i que unes imatges de Hebat i Sarruma en realitat els presentaven com a mare i fill.

### Entre els hitites
Hi havia un príncep que portava el seu nom, Ašmi-Šarruma, fill del rei Arnuwandas I. Quan el rei hitita (d'origen hurrita) Subiluliuma I va nomenar el seu fill Telipinus com a sacerdot d'Alep, va adoptar el culte a Šarruma que es va popularitzar entre els hitites. Un altre rei hurrita-hitita Tudhalias IV el va nomenar el seu déu guardià personal. L'esposa del seu pare, Puduhepa, va tenir un somni on prometia construir dotze santuaris a Sarruma a les muntanyes. El segell de Mursilis III quan va ser nomenat príncep hereu el representava abraçat per Šarruma. En la processó dels déus hitites representada a Yazılıkaya, es troba darrere de la seva mare sobre un lleopard i és representat a la cambra B com el protector de Tudhalias IV.

### Entre els luvites
A l'Edat del ferro, Šarruma era venerat a Síria i Anatòlia del Sud. El rei de Tabal, Wasusarma, que consta a la inscripció jeroglífica luvita del relleu de Topada va rebre el seu nom i el registra en segon lloc a la seva llista de déus, immediatament darrere del déu del temps Tarhunza (Tessub).